# Свога тела господар
Свога тела господар је југословенски филм из 1957. године. Режирао га је Федор Ханжековић, а сценарио је написао Славко Колар.
Свога тела господар je настао према сценарију књижевног класика Славка Колара.

## Радња
Сеоска дјевојка Рожа није претерано лепа, а како је још уз то и шепава тешко ће наћи мужа. У суседном селу живи сиромашни Јакоб који има сина Иву. 
Након што Јаковином сину угине крава, Јаков га наговара да се ожени богатом девојком Розом која би им донела велики мираз. Иво невољно пристаје, али Рози ставља до знања да не жели да живи са њом, и каже јој да је он свога тела господар. Роза жели се вратити својим родитељима, а они мисле да је њено место уз мужа.

## Улоге
| Глумац            | Улога       |
| ----------------- | ----------- |
| Младен Шермент    | Јаков       |
| Јулије Перлаки    | Ивек        |
| Марија Кон        | Роза        |
| Нела Ержишник     | Бара        |
| Иво Пајић         | Јура        |
| Вања Тимер        | Ката        |
| Марија Алексић    | Јага        |
| Аугуст Чилић      | Поштар Мата |
| Виктор Бек        | деда        |
| Љубица Јовић      | Марица      |
| Мато Ерговић      | шумар       |
| Рикард Брзеска    | кум         |
| Фабијан Шоваговић |             |
| Иво Сердар        | Младожења   |
| Ивка Дабетић      | Јаница      |

Комплетна филмска екипа  ▼
| Редитељ                   | Федор Ханжековић  |                                  |
| Сценариста                | Славко Колар      |                                  |
| Композитор                | Фран Лотка        |                                  |
| Директор фотографије      | Октавијан Милетић |                                  |
| Монтажер                  | Блаженка Јенчик   |                                  |
| Сценограф                 | Желимир Загота    |                                  |
| Костимограф               | Марко Церовац     |                                  |
| Одсек за шминку           | Едо Хаџиомеровић  | асистент шминкера                |
| Одсек за шминку           | Иван Лалић        | шминкер                          |
| Менаџер продукције        | Јосип Лулић       | директор филма                   |
| Менаџер продукције        | Крешимир Новак    | вођа снимања                     |
| Помоћник режије           | Крсто Папић       | помоћник редитеља                |
| Помоћник режије           | Мате Реља         | помоћник редитеља                |
| Уметнички одсек           | Петар Ловрић      | набавни реквизитер               |
| Уметнички одсек           | Милан Вражић      | сценски реквизитер               |
| Одсек за звук             | Ерик Молнар       | тонски сарадник                  |
| Одсек за звук             | Алберт Прегерник  | тонски сарадник                  |
| Одсек за камеру и расвету | Миодраг Грбић     | пратилац камере                  |
| Одсек за камеру и расвету | Крешо Грчевић     | сниматељ (као Крешимир Грчевић)  |
| Одсек за камеру и расвету | Иван Каблер       | сценски мајстор                  |
| Одсек за камеру и расвету | Антун Коренић     | вођа расвете                     |
| Одсек за камеру и расвету | Илија Вукас       | пратилац камере                  |
| Одсек за камеру и расвету | Фрањо Жагар       | вођа расвете                     |
| Одсек за камеру и расвету | Жељко Жерјав      | сценски мајстор                  |
| Одсек за костим           | Милица Чевид      | гардеробер                       |
| Одсек за монтажу          | Нада Јелер        | асистент монтажера               |
| Одсек за монтажу          | Катја Мајер       | асистент монтажера               |
| Музички одсек             | Лидија Јојић      | музички супервизор               |
| Музички одсек             | Борис Папандопуло | диригент                         |
| Остала екипа              | Драга Броз        | секретар продукције              |
| Остала екипа              | Вања Пинтер       | секретар режије (као Вања Чечук) |

## Награде
На Филмском фестивалу у Пули 1957. године:
- Велика сребрна арена - за филм
- Златна арена за најбољи сценарио
- Златна арена за најбољу главну мушку улогу Младену Шерменту